# Niesehore
Le Niesehore, ou Niesehorn, est une montagne des Alpes bernoises située au sud de Lauenen et de Lenk dans l'Oberland bernois. Il se trouve au nord du Wildhorn, sur la crête entre les vallées de Saanen et de Simmental.
Près du Niesehore, se trouve le Wildhornhutte, qui est couramment utilisé par les randonneurs qui envisagent d'atteindre le sommet.